# Буторфанол
Буторфано́л — лекарственное средство, опиоидный анальгетик.

## История
Буторфанол был запатентован в 1971 году, с 1979 года разрешён к использованию в медицине.

## Общая информация
Буторфанол является сильным анальгетиком для парентерального применения. Относится к группе антагонистов-агонистов опиатных рецепторов (агонист каппа- и антагонист мю-опиатных рецепторов) и близок в этом отношении к пентазоцину и налбуфину. По силе действия, скорости наступления эффекта и длительности действия близок к морфину, но эффективен в меньших дозах, чем морфин; доза буторфанола 2 мг вызывает сильную анальгезию. Сравнительно с морфином обладает низким наркогенным потенциалом, меньшей способностью вызывать физическую зависимость, реже, чем другие опиоиды вызывает запор. Оказывает противокашлевое и седативное действие, стимулирует рвотный центр, вызывает сужение зрачков, повышает системное артериальное давление, давление в лёгочной артерии, конечный диастолический объём левого желудочка и общее периферическое сосудистое сопротивление. Начало эффекта после внутримышечного введения — 10-30 мин, внутривенного — 2-3 мин, время достижения максимального эффекта после внутримышечного введения — 30-60 мин, внутривенного — 30 мин, продолжительность эффекта при отсутствии толерантности при внутримышечном введении — 3-4 ч, внутривенном — 2-4 ч.

## Фармакокинетика
Абсорбция из места внутримышечной инъекции высокая. TCmax в плазме — 20-40 мин, Cmax — 2,2 нг/мл; связь с белками плазмы — 80 %. Проникает через ГЭБ и плацентарный барьеры, выделяется с грудным молоком (концентрация в грудном молоке матери, после внутримышечного введения 2 мг 4 раза в сутки — 4 мкг/л). Метаболизируется в печени. T½ у молодых пациентов — 4,7 ч, у пожилых — 6,6 ч, у больных с почечной недостаточностью — 10,5 ч. Выводится почками, преимущественно в виде метаболитов — 70-80 % (5 % в неизменённом виде), через кишечник — 15 %.

## Показания
Болевой синдром различного генеза (средней и сильной интенсивности); премедикация перед общей анестезией; в качестве компонента для внутривенной общей анестезии; обезболивание во время родов.

## Противопоказания
Гиперчувствительность, беременность (кроме обезболивания родов), период лактации.

### С осторожностью
Наркотическая зависимость, черепно-мозговая травма, внутричерепная гипертензия, дыхательная недостаточность, печёночная и/или почечная недостаточность, хроническая сердечная недостаточность, острый инфаркт миокарда, коронарная недостаточность, артериальная гипертензия, возраст до 18 лет (эффективность и безопасность не установлены), пожилой возраст (старше 65 лет).

## Режим дозирования
При болевом синдроме — 1 мг внутривенно или 2 мг внутримышечно через каждые 3-4 ч (или по мере необходимости). У пожилых больных и у больных с печеночно-почечной недостаточностью доза снижается в 2 раза, а интервал между инъекциями увеличивается до 6 ч. Для премедикации назначают 2 мг внутримышечно за 60-90 мин перед операцией или 2 мг внутривенно непосредственно перед операцией. При проведении внутривенно общей анестезии — 2 мг перед введением тиопентала натрия, затем анестезию поддерживают повторными внутривенно введениями 0,5-1 мг. Общая доза требуемая для проведения анестезии — 4-12,5 мг. Во время родов вводят 1-2 мг внутримышечно или внутривенно роженицам со сроком беременности не менее 37 нед (при отсутствии у плода признаков внутриутробной патологии) и не чаще чем 1 раз в 4 ч, последняя инъекция должна быть сделана не позднее чем за 4 ч до предполагаемого времени родоразрешения. Дозы для детей до 18 лет не установлены.

## Побочные эффекты
Наиболее часто: сонливость (43 %), головокружение (19 %), тошнота или рвота (13 %). 

С частотой 1 %:
- Со стороны сердечно-сосудистой системы — симптомы вазодилатации, сердцебиение.
- Со стороны нервной системы: беспокойство, спутанность сознания, эйфория, бессонница, нервозность, парестезия, сонливость, тремор.
- Со стороны пищеварительной системы: анорексия, запор, сухость слизистой оболочки полости рта, боль в эпигастральной области.
- Со стороны органов чувств: нечёткость зрительного восприятия, боль в глазах, звон в ушах.
- Со стороны кожных покровов: повышенная потливость, зуд.
- Прочие: стения, летаргия, головная боль, ощущение жара.

С частотой менее 1 %: со стороны сердечно-сосудистой системы снижение артериального давления, обморок; связь с приёмом препарата не установлена — повышение артериального давления, тахикардия, боль в грудной клетке.
- Со стороны нервной системы: необычные сновидения, ажитация, дисфория, галлюцинации, враждебность, вертиго, синдром «отмены», связь с приёмом препарата не установлена — депрессия.
- Со стороны кожных покровов: сыпь, крапивница.
- Со стороны мочевыделительной системы: уменьшение мочевыделения.
- Со стороны дыхательной системы: связь с приёмом препарата не установлена — поверхностное дыхание.

Частота не известна (постмаркетинговые наблюдения, дополнительно): апноэ, судороги, бред, лекарственная зависимость, транзиторное затруднение речи и движения (связанные с чрезмерным влиянием препарата).

### Передозировка
Симптомы острой и хронической передозировки: холодный липкий пот, спутанность сознания, головокружение, сонливость, снижение артериального давления, нервозность, усталость, брадикардия, резкая слабость, медленное затруднённое дыхание, гипотермия, тревожность, миоз, судороги, гиповентиляция, сердечно-сосудистая недостаточность, в тяжёлых случаях — потеря сознания, остановка дыхания, кома. 

Лечение: поддержание достаточной лёгочной вентиляции, системной гемодинамики, нормальной температуры тела. Больные должны находиться под непрерывным наблюдением; при необходимости — проведение искусственной вентиляции лёгких; применение специфического антагониста опиоидов — налоксона.

## Особые указания
У пациентов с наркотической зависимостью перед началом лечения следует принять меры, направленные на полное выведение наркотика из организма. В экспериментальных исследованиях не было выявлено тератогенного действия, однако увеличивался риск развития внутриутробной гибели плодов у крыс и кроликов. В период подготовки к родам назначают при условии тщательного врачебного контроля. Следует иметь в виду, что дети до 2 лет более чувствительны к эффектам опиоидных анальгетиков, и что у них могут возникнуть парадоксальные реакции. Буторфанол, введённый в дозе 2 мг внутримышечно, эквивалентен введению 10 мг морфина внутримышечно. Не оказывает влияния на получение изображения желчевыводящего тракта. Не вызывает изменение активности плазменных амилазы и липазы. Стимулирует работу миокарда (следует соблюдать осторожность при инфаркте миокарда). Во время лечения не следует заниматься потенциально опасными видами деятельности, требующими повышенного внимания, быстроты психических и двигательных реакций, не следует употреблять этанол.

## Взаимодействие
Усиливает действие лекарственных средств, угнетающих центральную нервную систему (барбитураты, анксиолитики, антипсихотические лекарственные средства, блокаторы H1-гистаминовых рецепторов, этанол, миорелаксанты, др. опиоиды). Фармацевтически несовместим с диазепамом, барбитуратами. Местные вазоконстрикторы снижают эффективность буторфанола при интраназальном применении. Лекарственные средства с антихолинергической активностью, противодиарейные лекарственные средства (в том числе лоперамид) повышают риск возникновения запора вплоть до кишечной непроходимости, задержки мочи и угнетения центральной нервной системы. Усиливает гипотензивный эффект лекарственных средств, снижающих артериальное давление (в том числе ганглиоблокаторов, диуретиков). Бупренорфин (в том числе предшествующая терапия) снижает эффект др. опиоидных анальгетиков; на фоне применения низких доз агонистов мю- или каппа-опиоидных рецепторов может усиливать угнетение дыхания. Снижает эффект метоклопрамида. С осторожностью следует применять одновременно с ингибиторами МАО из-за возможного перевозбуждения или торможения с возникновением гипер- или гипотензивных кризов (вначале для оценки эффекта взаимодействия дозу следует снизить до 1/4 от рекомендуемой). Налоксон снижает эффект опиоидных анальгетиков, а также вызванные ими угнетение дыхания и центральной нервной системы; могут потребоваться большие дозы для нивелирования эффектов буторфанола, налбуфина и пентазоцина, которые были назначены для устранения нежелательных эффектов др. опиоидов; может ускорять появление симптомов «синдрома отмены» на фоне наркотической зависимости. Налтрексон ускоряет появление симптомов «синдрома отмены» на фоне наркотической зависимости (симптомы могут появиться уже через 5 мин после введения препарата, продолжаются в течение 48 ч, характеризуются стойкостью и трудностью их устранения); снижает эффект опиоидных анальгетиков (анальгетический, противодиарейный, противокашлевой); не влияет на симптомы, обусловленные гистаминовой реакцией. Не предотвращает и не облегчает симптомы «синдрома отмены» при наркотической зависимости (в том числе на фоне фентанила).

## Форма выпуска
Форма выпуска: в ампулах по 1 мл, содержащих по 0,002 г (2 мг) буторфанола тартрата, в упаковке по 50 штук, шприц-тюбик по 1 мл, содержащий по 0,002 г (для индивидуальных аптечек).

## Хранение
С октября 2010 года включён в Список психотропных веществ, оборот которых в Российской Федерации ограничен и в отношении которых допускается исключение некоторых мер контроля в соответствии с законодательством Российской Федерации и международными договорами Российской Федерации (список III).

## Транспортирование
Согласно постановлению Правительства Российской Федерации от 30.06.2010 г. № 486 этот психотропный препарат отнесён к категории сильнодействующих веществ и запрещён к свободному обороту на территории страны (ссылка). Препарат также включён в Единый перечень товаров, к которым применяется запрет или ограничения на вывоз или ввоз государствами - участниками Таможенного союза в рамках Евразийского экономического союза в торговле с третьими странами.